# KRT33B
KRT33B‏ (Keratin 33B) هوَ بروتين يُشَفر بواسطة جين KRT33B في الإنسان.

## الوظيفة
يعمل عن طريق الاقتران مع بروتينات أخرى لتكوين هيكل داخل الخلايا، وخاصةً في الشعر والأظافر.